# Frank Henry
Frank Sherman Henry (15 de dezembro de 1909 -  25 de agosto de 1989) foi um adestrador estadunidense. 

## Carreira
Frank Sherman Henry representou seu país nos Jogos Olímpicos de 1948, na qual conquistou a medalha de ouro no CCE por equipes, e prata no adestramento individual e por equipes, em 1948. 